# Pace in terra
Pace in terra (Peace on Earth) è un film del 1939 diretto da Hugh Harman. È un cortometraggio d'animazione prodotto e distribuito dalla Metro-Goldwyn-Mayer e uscito negli Stati Uniti il 9 dicembre 1939. Il film, ambientato in una Terra post apocalittica popolata solo da animali, ricevette ai premi Oscar 1940 una candidatura per l'Oscar al miglior cortometraggio d'animazione, premio che andò invece a Il piccolo diseredato della serie Disney Sinfonie allegre. Nel 1994 si classificò al 40º posto nel libro di Jerry Beck The 50 Greatest Cartoons.

## Trama
La sera della Vigilia di Natale, due piccoli scoiattoli chiedono al loro nonno cosa siano gli "uomini" nella frase "Pace in terra agli uomini di buona volontà". Il nonno scoiattolo descrive allora ai nipoti gli uomini, raccontando delle infinite guerre da loro intraprese. Esse erano terminate con la morte degli ultimi due uomini sulla Terra, due soldati che si erano sparati a vicenda. Successivamente, gli animali sopravvissuti avevano scoperto una copia della Bibbia tra le rovine di una chiesa. Ispirati dagli insegnamenti del libro, gli animali avevano deciso di ricostruire una società dedicata alla pace e alla nonviolenza (costruendo le case con i caschi dei soldati). Alla fine del racconto, gli scoiattolini stanno dormendo e vengono messi a letto.

## Distribuzione

### Edizione italiana
Il corto fu doppiato in italiano tra gli anni ottanta e novanta dal Gruppo Trenta. Non essendo stata registrata una colonna sonora senza dialoghi, nelle scene in cui i personaggi parlando la musica è alterata in varie modalità. Ad esempio, la canzone cantata dai tre scoiattolini (una versione modificata di "Hark! The Herald Angels Sing") fu doppiata da un coro femminile che cantava su una base sintetizzata.

### Edizioni home video
Il corto è incluso nel disco 2 della raccolta DVD Warner Bros. Home Entertainment: Collezione Oscar d'animazione, dove è possibile vederlo anche con un commento audio (non sottotitolato) di Greg Ford.

## Remake
Nel 1955, William Hanna e Joseph Barbera diressero una nuova versione in CinemaScope del corto, intitolata Good Will to Men (Pace in terra) e anch'essa candidata all'Oscar. In tale versione, i due scoiattoli vengono sostituiti da un coro di topi, e il nonno scoiattolo da un topo diacono. Il corto è caratterizzato quindi da riferimenti religiosi più diretti, oltre ad aggiornare le armi degli uomini al secondo dopoguerra (includendo lanciafiamme, bazooka e armi nucleari).